# بورغنترايش
بورغنترايش (بالألمانية: Borgentreich) هي بلدة ألمانية تقع في ألمانيا في هوكستر. يقدر عدد سكانها بـ 9,239 نسمة .

## المدن التوأمة
مدينة شليبن هي مدينة توأمة لـبورغنترايش.